# Humboldt (Tennessee)
Humboldt es una ciudad ubicada en los condados de Gibson y Madison en el estado estadounidense de Tennessee. En el Censo de 2010 tenía una población de 8.452 habitantes y una densidad poblacional de 336,15 personas por km².

## Geografía
Humboldt se encuentra ubicada en las coordenadas 35°49′32″N 88°54′16″O / 35.82556, -88.90444. Según la Oficina del Censo de los Estados Unidos, Humboldt tiene una superficie total de 25.14 km², de la cual 25.12 km² corresponden a tierra firme y (0.09%) 0.02 km² es agua.

## Demografía
Según el censo de 2010, había 8.452 personas residiendo en Humboldt. La densidad de población era de 336,15 hab./km². De los 8.452 habitantes, Humboldt estaba compuesto por el 0.05% blancos, el 0.05% eran afroamericanos, el 0.13% eran amerindios, el 0.15% eran asiáticos, el 0.02% eran isleños del Pacífico, el 1.72% eran de otras razas y el 1.11% pertenecían a dos o más razas. Del total de la población el 3.12% eran hispanos o latinos de cualquier raza.